# 地稅
地稅一般是當地政府向境內地產物業徵收的稅項，是間接稅之一。
在香港分為由地政總署徵收的地稅和由差餉物業估價署徵收的差餉和地租，是政府的主要財政收入之一。
一般來說，全港所有房產物業均須根據《差餉條例》（第116章）評估差餉。香港大部分物業，包括公共房屋在內，都需要繳交差餉，只有部分用作務農的土地及建築、新界村屋、丁屋，因為歷史原因而可獲豁免評估差餉。
地稅由地政總署徵收，位於九龍界限街以南和港島區，並於1985年5月27日之前獲批土地契約的物業，均需要繳納地稅。
另外，位於九龍界限街以北、新界及離島區的物業或於1985年5月27日或以後獲批土地契約的物業（不論位於港島、九龍或新界)或獲得在1985年5月27日或以後延期的不可續期契約的物業（不論位於港島、九龍或新界）則需要向差餉物業股價署繳交地租。
在其他國家和地區，當地政府亦有類似的物業稅。

## 外部參考
1. ↑  .   [2007-02-18]. （原始内容存档于2007-02-26）.
2. ↑  .   [2017-02-25]. （原始内容存档于2017-02-25）.